# Evan Morgan, 2. Viscount Tredegar
Evan Frederic Morgan, 2. Viscount Tredegar (* 13. Juli 1893 in London; † 27. April 1949 in Dorking) war ein britischer Adliger, Künstler, Militär und Politiker.

## Herkunft und Dienst während des Ersten Weltkriegs
Evan Morgan entstammte der walisischen Familie Morgan. Er war der einzige Sohn von Courtenay Morgan, 3. Baron Tredegar und dessen Frau Katherine Carnegie. Sein Vater wurde 1926 zum Viscount Tredegar erhoben. Morgan besuchte das Eton College und studierte anschließend am Christ Church College der Universität Oxford. Wie viele Familienmitglieder vor ihm trat er als Offizier in die British Army ein und diente während des Ersten Weltkriegs ab dem 27. Juni 1915 bei den Welsh Guards. Aus gesundheitlichen Gründen beendete er als Lieutenant vorzeitig seinen aktiven Militärdienst. Ab 1917 diente er als unentgeltlich als Privatsekretär von George Henry Roberts, dem Secretary of State for Labour. 1919 arbeitete er für Sir George Riddell im Presseamt der Pariser Friedenskonferenz. Dann diente er als Verbindungsoffizier der British Legion für Wales. Zeitweise arbeitete er in der britischen Botschaft in Dänemark.

## Exzentrisches Leben in den 1920er Jahren
In den 1920er Jahren führte Morgan als vermögender Erbe ein ausgefallenes und exzentrisches Leben. Bereits als junger Mann hatte er sich als Maler betätigt, wobei Werke von ihm im Pariser Salon ausgestellt worden waren. Später sammelte er Gemälde, vor allem aus der Zeit der italienischen Renaissance, und wurde Fellow der Royal Society of Arts. Dazu war er Mitglied der American Geographical Society und der Zoological Society. Trotz seiner mangelnden Ausbildung diente er als künstlerischer Berater der königlichen Familie. Er galt als Günstling von Königin Maria und des früheren Premierministers David Lloyd George, seinerseits soll er großen Einfluss auf Brendan Bracken, einen der engsten Mitarbeiter von Winston Churchill gehabt haben. Auf seinem walisischen Landsitz Tredegar House unterhielt er eine Menagerie, in der unter anderem ein Känguru und zahlreiche Vögel lebten. Auf Gartenpartys trug er einen Papagei auf seiner Schulter. Zu seinen Freunden gehörten Aldous Huxley, G. K. Chesterton und vor allem Aleister Crowley. Durch dessen Einfluss wandte sich Morgan selbst dem Okkultismus zu und richtete in Tredegar einen Magik Room ein, wobei es ihm gelang, seine okkulten Praktiken weitgehend geheim zu halten. Kurz nach dem Ersten Weltkrieg war Morgan zum katholischen Glauben konvertiert. Er studierte am Englischen Kolleg in Rom, wurde Großkreuzritter des Ritterordens vom Heiligen Grab zu Jerusalem, Ritter des Souveränen Malteserordens und sowohl unter Papst Benedikt XV. wie unter Pius XI. päpstlicher Kammerherr mit Mantel und Schwert. Bei der Unterhauswahl 1929 kandidierte er vergeblich als Kandidat der Conservative Party für den Wahlbezirk Limehouse in East London. 1932 traf er sich in Bad Wiessee mit Rudolf Heß, Ernst Röhm, Edmund Heines und dem britischen Künstler Sir Francis Cyril Rose in einem Restaurant zum Abendessen. Morgan behielt lose Verbindungen zu den Nationalsozialisten bei, unter anderem soll er später Hermann Göring getroffen haben, als dieser sich mit dem italienischen Diktator Mussolini auf Capri traf.

## Späteres Leben
Nach dem Tod seines Vaters 1934 erbte Morgan dessen umfangreichen Besitzungen sowie dessen Titel als 2. Viscount Tredegar und 4. Baron Tredegar, womit er Mitglied des House of Lords wurde. Dazu wurde er Friedensrichter und Deputy Lieutenant von Monmouthshire sowie Honorary Colonel des zur Territorial Army gehörenden 17. Bataillons des London Regiments. Er übernahm zahlreiche Ehrenämter, darunter die des Governor der Royal Agricultural Society of England und er Royal Welsh Agricultural Society sowie in der Führung von verschiedenen Krankenhäusern in Wales. Während des Zweiten Weltkriegs diente Morgan von 1940 bis 1942 als Bataillonskommandeur des 3. Bataillons der Monmouth Home Guard, dann diente er bis 1943 als Major des Royal Corps of Signals im War Office. Dabei soll er auch für den MI8 gearbeitet haben und für Brieftauben verantwortlich gewesen sein. Wegen leichtfertiger mangelnder Geheimhaltung soll er nur knapp einer Verurteilung durch ein Kriegsgericht entgangen sein. Danach schied er aus dem War Office aus. Aufgrund seiner Homosexualität, die damals in Großbritannien noch strafbar war, wurde Morgan zunehmend sozial geächtet. Er erkrankte zudem an Krebs und starb im Alter von 55 Jahren in Honeywood House, dem Wohnsitz seiner Mutter in Surrey. Seine Mutter starb wenige Monate nach ihm.

## Heiraten und Erbe
Obwohl seine Homosexualität allgemein bekannt war, war Morgan zweimal verheiratet. In erster Ehe hatte er am 1. April 1928 Lois Sturt, eine jüngere Tochter von Humphrey Sturt, 2. Baron Alington und von Lady Feodorowna Yorke geheiratet. Nach deren Tod 1937 heiratete er am 13. März 1939 Prinzessin Olga Sergeivna Dolgorouky, eine Tochter des im britischen Exil lebenden russischen Fürsten Sergej Dolgorukow. Die Ehe wurde 1943 annulliert. Beide Ehen waren kinderlos geblieben, so dass mit seinem Tod der Titel Visount Tredegar erlosch. Die Ländereien der Familie vererbte er, um Erbschaftssteuern zu sparen, direkt seinem Cousin John Morgan, dem Sohn seines Onkels Frederic Morgan.

## Werke
Morgan betätigte sich nicht nur als Maler, sondern auch als Amateurschriftsteller. Er veröffentlichte unter anderem den Roman Trial by ordeal. A novel (1921) sowie die Gedichtbände Fragments (1916), Gold and ochre (1917), Psyche: an unfinished fragment (1920), A sequence of Seven Sonnets (1920), At Dawn, poems profane and religious (1924), The eel and other poems (1926), The city of canals and other poems (1929).